# 静岡「葵」博
静岡「葵」博（しずおか「あおい」はく）は、静岡県静岡市で静岡市市制110周年を記念して開催された地方博覧会である。テーマは「四百年の時を超えて 二十一世紀の地平をひらく」。

## 開催期間
- 2000年（平成12年）1月8日 - 2001年（平成13年）1月7日

## 入場料
- 大人　1,000円[3]

## 会場
東静岡会場と駿府城広場の2会場あり、相互をシャトルバスで連絡した（平日30分間隔、土日20分間隔で片道180円。所要時間は約15分）。

### 東静岡会場
- 場所： JR東静岡駅北口広場

1. 戦国体験館 立体大型映像で約7分の戦国の合戦の映像展示。
2. 駿府夢現館 - CGとアーチスクリーンと立体音響システムで約9分のコンテンツを上演[4]。
3. 東海道駿河路めぐり - 巨大迷路
4. 駿府城天守閣を3分の1のスケールで再現。
5. 葵の館 - 大河ドラマ展示館、NHK大河ドラマ「葵 徳川三代」が放送されるまでのメイキング等。
6. 城下町ふれあい演舞場 - イベントスペース

### 駿府城広場
- 場所： 駿府公園

1. 東御門
2. 巽櫓 - 駿府城及び城下町の歴史と成り立ちを展示駿府城展が開かれ、東照公御尊像（東雲神社蔵）が特別展示された。

## 参考資料
- 静岡「葵」博実行委員会 編『静岡「葵」博記録集 : 静岡市制１１０周年記念』静岡「葵」博実行委員会、2001年3月。